# Lac Kaakwakwapiskakamak
Lac Kaakwakwapiskakamak är en sjö i Kanada.   Den ligger i regionen Mauricie och provinsen Québec, i den sydöstra delen av landet, 300 km norr om huvudstaden Ottawa. Lac Kaakwakwapiskakamak ligger 408 meter över havet. Den ligger vid sjön Lac Delâge.
I omgivningarna runt Lac Kaakwakwapiskakamak växer i huvudsak blandskog. Trakten runt Lac Kaakwakwapiskakamak är nära nog obefolkad, med mindre än två invånare per kvadratkilometer.